# Santo contra los clones
Santo contra los Clones es una serie animada mexicana original de Cartoon Network Latinoamérica de 2004. Compuesta por 5 episodios cortos, fue emitida semanalmente cada miércoles a las 20:00 h de la noche en México; la serie también llegó a transmitirse en otros países de Latinoamérica. Fue creada por Carlo Olivares Paganoni, cineasta y publicista, pero también dibujante, quien previamente, en el mismo año, ya había realizado un piloto local para Cartoon Network, titulado Bobots; Paganoni quiso rendir homenaje al legendario luchador wrestler enmascarado y actor de cine Rodolfo Guzmán Huerta, más conocido como El Santo. Finalmente, para esta serie, Paganoni contrató a El Hijo del Santo, quien se desempeñó como desarrollador. Santo contra los clones fue la primera producción original de Cartoon Network hecha en Latinoamérica.

## Sinopsis
Situado en la Ciudad de México, la serie sigue las aventuras del luchador homónimo en el papel de un superhéroe que debe tratar de detener los planes del Dr. Clon, un malvado científico. Él se determina una vez más para matarlo crear clones, pensó en sus viejos enemigos (gracias a su ADN), y utilizarlo para dominar el mundo.

## Personajes
| Personaje     | Actor de doblaje para México |
| ------------- | ---------------------------- |
| Santo         | Alberto Pedret               |
| El Profesor   | Hectór Sáez                  |
| Diana         | Gabriela Guzmán              |
| Dr. Clone     | Daniel Giménez Cacho         |
| Adenaido      | Omar Chaparro                |
| El Anunciador | Arturo Rivera                |

## Episodios
| Serie # | Título Original                         | Estreno Original        |
| ------- | --------------------------------------- | ----------------------- |
| 1       | «Las Lobas contra el D.F.»              | 27 de octubre de 2004   |
| 2       | «Santo contra el Regreso de las Momias» | 3 de noviembre de 2004  |
| 3       | «El Pelo en la Camisa del Jardinero»    | 10 de noviembre de 2004 |
| 4       | «El Regreso de las Vampiras»            | 17 de noviembre de 2004 |
| 5       | «Santo contra Santo»                    | 24 de noviembre de 2004 |